# Кінга Генц
Кінга Генц, також Кінга Гьонц (угор. Göncz Kinga; нар. 8 листопада 1947, Будапешт) — угорський політик з Угорської соціалістичної партії, міністр закордонних справ у 2006–2009 рр., член Європейського парламенту у 2009–2014 рр.
Вона є донькою Арпада Генца, президента Угорщини у 1990–2000 рр. Вона навчалась в Університеті Земмельвайса, спеціалізується у галузі психіатрії. Вона працювала у Національному інституті реабілітації, викладала у Будапештському університеті і була запрошеним лектором в європейських і американських університетах.
У травні 2002 р. вона була призначена державним секретарем у Міністерстві охорони здоров'я, соціальних справ та сім'ї. У червні 2004 р. вона отримала портфель міністра з питань рівних можливостей, осіб з обмеженими фізичними можливостями, циган, співпраці з неурядовими організаціями і координації боротьби з бідністю та сегрегацією. З жовтня 2004 р. вона працювала міністром молоді, сім'ї, соціальних питань та рівних можливостей. У червні 2006 р. вона стала міністром закордонних справ в уряді Ференца Дюрчаня (перша жінка в історії Угорщини на цій посаді).
Одружена (чоловік Ласло Бенедек), має двох дітей.